# پارامونت تله‌ویژن استودیوز
پارامونت تله‌ویژن (انگلیسی: Paramount Television) نام یک شرکت آمریکایی تولید و توزیع محصولات تلویزیونی است که از سال ۱۹۶۷ تا ۲۰۰۶ فعال بود و مجدداً از سال ۲۰۱۳ میلادی شروع به کار کرد.
این شرکت تولیدی، در واقع زیرشاخهٔ تلویزیونی شرکت پارامونت پیکچرز است.